# Acathartus mizoramensis
Acathartus mizoramensis là một loài bọ cánh cứng trong họ Silvanidae. Loài này được Pal & Halstead miêu tả khoa học năm 1998.